# Подгорный Такермен
Подго́рный Такерме́н (тат. Түбән Тәкермән, Тауасты Тәкермән) — село в Мензелинском районе Республики Татарстан, в составе Верхнетакерменского сельского поселения.

## География
Село находится в бассейне реки Ургуда, в 28 км к западу от районного центра, города Мензелинска и в 15 км к востоку от города Набережные Челны.

## История
Село известно с 1748 года. В дореволюционных источниках упоминается также под названием Нижний Подгорный Такирмень.
В XVIII–XIX веках жители относились к категориям башкир-вотчинников и тептярей. Основные занятия жителей в этот период – земледелие и скотоводство, были распространены пчеловодство, плетение лаптей и другие промыслы.
В период Крестьянской войны 1773–1775 годов жители села активно выступили на стороне Е.И.Пугачёва.
Первое упоминание о мечети в селе относится к 1807 году, в 1854 году функционировало 2 мечети, одна из них соборная, в 1912 году выдано разрешение на строительство третьей мечети (все закрыты в 1929 году).
В «Списке населенных мест по сведениям 1870 года», изданном в 1877 году, населённый пункт упомянут как деревня Нижний Подгорный Такирмень 5-го стана Мензелинского уезда Уфимской губернии. Располагалась при речке Ерыклытебяке, по правую сторону почтового тракта из Мензелинска в Елабугу, в 28 верстах от уездного города Мензелинска и в 14 верстах от становой квартиры в деревне Кузекеева (Кускеева). В деревне, в 166 дворах жили 1048 человек (528 мужчин и 520 женщин, башкиры, тептяри), были мечеть, училище. Жители занимались земледелием, скотоводством, пчеловодством, плетением лаптей.
В начале XX века здесь функционировали 3 мечети, 3 мектеба, 4 мельницы, кузница, 5 бакалейных магазинов. В этот период земельный надел сельской общины составлял 4482 десятины.
До 1920 года село входило в Кузкеевскую волость Мензелинского уезда Уфимской губернии. С 1920 года в составе Мензелинского кантона ТАССР. С 10 августа 1930 года в Мензелинском районе.
В годы коллективизации в селе образован колхоз «Марс».

## Население
| 1795 | 1859 | 1870 | 1884 | 1897 | 1906 | 1920 | 1926 | 1938 | 1949 | 1958 | 1970 | 1979 | 1989 | 2002 | 2010 | 2017 |
| ---- | ---- | ---- | ---- | ---- | ---- | ---- | ---- | ---- | ---- | ---- | ---- | ---- | ---- | ---- | ---- | ---- |
| 162  | 928  | 1048 | 1325 | 1515 | 1770 | 1752 | 1123 | 1246 | 1023 | 846  | 919  | 730  | 434  | 367  | 344  | 419  |

Национальный состав села: татары.

## Экономика
Жители села работают в ООО «Органик Групп», занимаются полеводством, мясо-молочным скотоводством.

## Объекты образования, медицины и культуры
В селе действуют библиотека, фельдшерско-акушерский пункт (оба – с 1967 года), клуб (с 2012 года).

## Религиозные объекты
Мечеть (с 1994 года).